# Unconsciously Confined
Unconsciously Confined is het vijfde studioalbum van de Zweedse punkband Satanic Surfers. Het album werd uitgegeven via het Zweedse platenlabel Bad Taste Records op 8 april 2002 op cd en lp, en is daarmee het eerste studioalbum dat de band via dit label heeft laten uitgeven. In december 2018 werd Unconsciously Confined heruitgegeven door het Spaanse label La Agonía De Vivir op vinyl.
Unconsciously Confined is het eerste studioalbum waar drummer Martin Svensson aan heeft meegewerkt. De drumpartijen werden eerder verzorgd door Rodrigo Alfaro, die zich sinds 2001 volledig is gaan richten op de zang.

## Nummers
1. "Forfeiture" - 1:54
2. "Thoughts, Words, Action" - 1:29
3. "4 A.M." - 1:35
4. "PC = Potential Criminal" - 1:42
5. "Bittersweet" - 1:41
6. "The Sing-along Summer-song" - 3:02
7. "State of Conformity" - 2:28
8. "More to life" - 1:37
9. "Don't Let Silence Be an Option" - 1:40
10. "Aim to Please?" - 2:19
11. "Pecan Pie" - 1:37
12. "Up for Sale" - 1:38
13. "Diversity" - 2:52

## Band
- Mathias Blixtberg - basgitaar
- Rodrigo Alfaro - zang
- Fredrik Jakobsen - gitaar
- Magnus Blixtberg - gitaar
- Martin Svensson - drums